# 白井美穂 (美術家)
白井 美穂（しらい みお、1962年 - ）は、日本の美術家。京都府出身。

## 略歴
1986年、東京藝術大学美術学部絵画科卒業。1988年、東京藝術大学大学院美術研究科修士課程修了。
1993年から2006年までニューヨークに在住。現在、東京在住。

## 主な作品
- 《Forever　Afternoon》2008年、府中市美術館蔵
- 《Table》1992年、千葉市美術館蔵
- 《卓上噴水》1990/92年　作家蔵

## 展示
- 1991年「インド・トリエンナーレ」ラリット・カラ・アカデミー（ニューデリー）
- 2000年「越後妻有アートトリエンナーレ」松代町（新潟）
- 2008年「アーティスト・ファイル」国立新美術館
- 2008年個展「Forever Afternoon」ノーザーン・ギャラリー・フォー・コンテンポラリーアート（イギリス）
- 2013年「瀬戸内国際芸術祭」宇野港
- 2013年「あいちトリエンナーレ」愛知県美術館
- 2018年「絵画の現在」府中市美術館[3]
- 2023年個展＠「白井美穂　森の空き地」府中市美術館[4]